# Groutyt
Groutyt – bardzo rzadki minerał grupy wodorotlenków, będący tlenowodorotlenkiem manganu. 
Nazwa pochodzi od nazwiska holenderskiego mineraloga i petrografa Franka F. Grouta (1880-1958) pracownika Uniwersytetu w Minnesocie. 

## Właściwości
Krystalizuje w układzie rombowym. Charakteryzuje się grubotabliczkowym, słupkowym, pręcikowym i igiełkowym pokrojem. Występuje w skupieniach promienistych, blaszkowych, rozetowych (szczotki krystaliczne) i zbitych. Jest minerałem kruchym i nieprzezroczystym. Zazwyczaj czarny lub szaroczarny, może wykazywać iryzację. Jest izostrukturalny z diasporem i goethytem. Polimorficzny z manganitem i feitknechtitem. Rozpuszczalny w kwasie solnym. 

## Występowanie
Stanowi produkt procesów hydrotermalnych i wietrzeniowych. Występuje w strefie przeobrażeń hipergenicznych skał bogatych w mangan; także w konkrecjach goethytowych i w szczelinach skrzemionkowanego drewna. Bywa spotykany jako późny etap mineralizacji w otworach w formacji żelaza pasmowego. Tworzy pseudomorfozy po kalcycie. Okazy z Minnesoty występują w zwietrzałych formacjach żelaza pasmowego; z Nowego Jorku – w postaci łupków manganowych z talkiem; groutyty z New Jersey pochodzą ze zmetamorfizowanych, warstwowych złóż cynku, natomiast okazy z Arizony mają charakter rud hydrotermalnych. Współwystępuje głównie z rodochrozytem, skrzemieniałym drewnem, barytem, wezuwianem, goethytem, lepidolikrokoitem, hematytem, manganitem, kalcytem, piroluzytem, kwarcem i romanèchitem. 

### Miejsce Występowania
- Kristiansand, Norwegia[2];
- Schwarzwald, Niemcy[1][2];
- Austria (Bleiberg)[1][2];
- Úrkút, Węgry[2];
- RPA[4];
- Ukraina[4];
- Francja[2];
- Stany Zjednoczone (Arizona, Minnesota, Nowy Jork)[1][2];